# Монте-Чинголо
Монте-Чинголо (исп. Monte Chingolo) — город в Аргентине в провинции Буэнос-Айрес в муниципалитете Ланус.

## История
Населённый пункт был основан в 1815 году; здесь была построена первая аргентинская скотобойня. Рост населённого пункта начался после того, как в 1927 году через эти места прошла железная дорога.
23 декабря 1973 года Революционная армия народа совершила нападение на расположенные здесь казармы, но потерпела поражение, потеряв около 100 человек. 